# Kossów
Kossów (bis 2000 Kosów) ist eine ehemalige Stadt, jetzt eine Ortschaft mit einem Schulzenamt der Landgemeinde Radków im Powiat Włoszczowski der Woiwodschaft Heiligkreuz in Polen.

## Geschichte
Der Ort Cossow wurde im Jahr 1381 erstmals urkundlich erwähnt. Die ersten Beweise für Stadtrechte stammen aus dem Jahr 1385: cives seu communitas de Quilina, Cosow (Stadtbürger von Kossów, die auf dem Grund des Dorfs Kwilina gegründet wurde). Der besitzanzeigende Ortsname ist vom Personennamen Kos oder Kosz (im Polnischen kos ist auch Amsel) abgeleitet.
Die Stadt gehörte administrativ zum Kreis Lelów in der Woiwodschaft Krakau in der Adelsrepublik Polen-Litauen. Die Pfarrei von Kossów umfasste um das Jahr 1600 außer der Stadt nur die Ortschaft Kwilina. Die Kirche wurde im bischöflichen Bericht als von Ketzern profaniert beschrieben.
In der Dritten Teilung Polens wurde Kossów 1795 mit Westgalizien an das Königreich Galizien und Lodomerien des habsburgischen Kaiserreichs angeschlossen. 1809 kam es ins Herzogtum Warschau und 1815 ins neu entstandene russisch beherrschte Kongresspolen. 1869 verlor der Ort das Stadtrecht.
Nach dem Ende des Ersten Weltkriegs kam Kossów zu Polen. Im Zweiten Weltkrieg gehörte es zum Distrikt Radom im Generalgouvernement. Von 1975 bis 1998 gehörte Kossów zur Woiwodschaft Częstochowa.

## Sehenswürdigkeiten

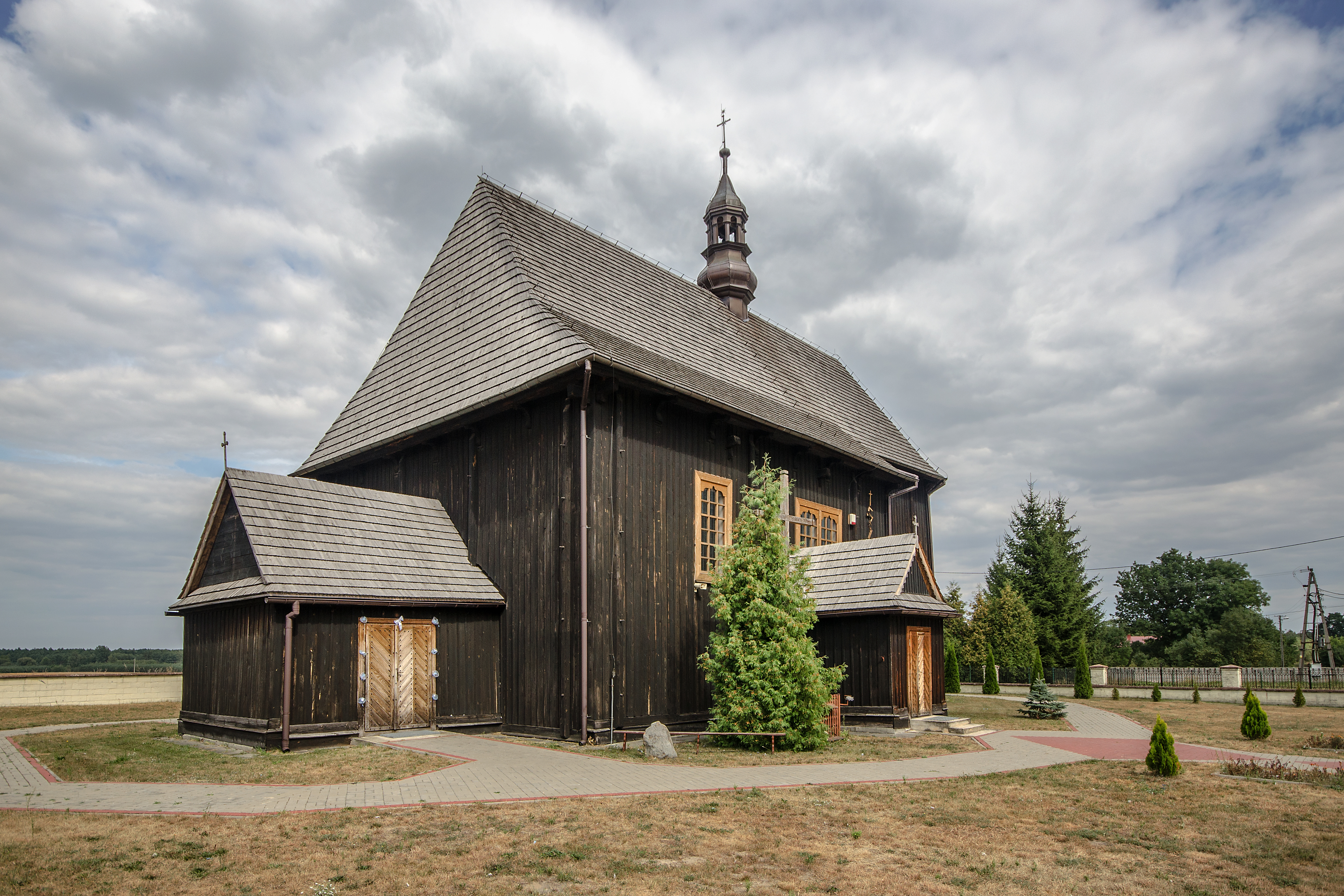
Die Holzkirche Unserer Lieben Frau von Częstochowa in Kossów

- Holzkirche aus der Mitte des 17. Jahrhunderts